# Waleska
Waleska é uma cidade localizada no estado americano de Geórgia, no Condado de Cherokee.

## Demografia
Segundo o censo americano de 2000, a sua população era de 616 habitantes.
Em 2006, foi estimada uma população de 776, um aumento de 160 (26.0%).

## Geografia
De acordo com o United States Census Bureau tem uma área de
3,8 km², dos quais 3,8 km² cobertos por terra e 0,0 km² cobertos por água. Waleska localiza-se a aproximadamente 338 m acima do nível do mar.

## Localidades na vizinhança
O diagrama seguinte representa as localidades num raio de 20 km ao redor de Waleska.